# Joe Dassin

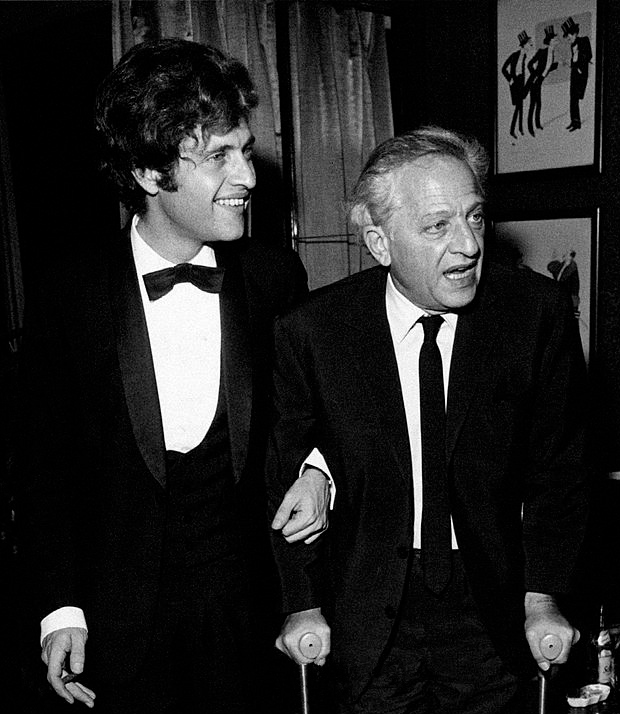
Apjával

Joe Dassin (ejtsd: zso dasszen), Joseph Ira Dassin (New York, 1938. november 5. – Papeete, 1980. augusztus 20.) amerikai–francia sanzonénekes, dalszerző. Franciául, angolul, németül, oroszul, spanyolul, olaszul és görögül készített lemezeket.

## Pályafutása
Apja, a filmrendező Jules Dassin, édesanyja pedig Béatrice Launer, magyar zsidó származású hegedűművész volt. Az Amerika-ellenes tevékenységet vizsgáló bizottság zaklatása elől 1949-ben New Yorkból Párizsba költöztek. Szülei ott elváltak, mert apja beleszeretett Melína Merkúriba.
Dassin visszatért az Egyesült Államokba, ahol orvostudományt, antropológiát és orosz nyelvet tanult. Ezalatt dolgozott szociológusként, postásként és taxisofőrként. Zenét írt apjának A törvény c. filmhez, amelyben Gina Lollobrigida alakította a főszerepet. Diplomája megszerzése után Olaszországba költözött. Megnősült, cikkeket írt a Playboyba és a The New Yorkerbe, filmekben szerepelt.
1964-ben a CBS France egy négyszámos lemezt készített vele, de csak később, a harmadik lemezével futott be.
Az örök sikert az Indián nyár (L'été indien) hozta meg Dassinnak, amit 1975-ben egy Toto Cutugno dalból írtak át, és egyszerre több nyelven jelent meg (francia, német, olasz; később angolul és spanyolul is). A magyar változatot Kovács Kati énekelte szintén Indián nyár címmel.
Több ismert énekesnek is írt dalokat, többek között France Gall és Melína Merkúri számára.
Dassin 1980. augusztus 20-án szívrohamban halt meg Tahiti-n. Családjával és barátaival ebédelt egy étteremben, amikor hirtelen, eszméletlenül rogyott össze. Egy orvos, aki véletlenül éppen ott volt, szívmasszázst adott ugyan neki, de Dassin az étteremben meghalt.